# Trichaphodius kratochvili
Trichaphodius kratochvili är en skalbaggsart som beskrevs av Vladimir Balthasar 1941. Trichaphodius kratochvili ingår i släktet Trichaphodius och familjen Aphodiidae. Inga underarter finns listade i Catalogue of Life.